# 흙탕거북과
흙탕거북과 또는 풀거북과(Kinosternidae)는 거북목 흙탕거북상과에 속하는 파충류 과이다. 대부분 작은 거북으로, 흙탕거북류와 냄새거북류를 포함하고 있다. 4개 속 25종으로 이루어져 있다. 부드러운 진흙 바닥과 풍부한 식물이 있는 물에서 느리게 움직이며 서식한다.

## 하위 분류
- Staurotypinae
  - Claudius - 단일종
  - Staurotypus - 2종
- Kinosterninae
  - 흙탕거북속 (Kinosternon) - 18종
  - 냄새거북속 (Sternotherus) - 4종